# Tomah
Tomah é uma cidade localizada no estado norte-americano de Wisconsin, no Condado de Monroe.

## Demografia
Segundo o censo norte-americano de 2000, a sua população era de 8419 habitantes.
Em 2006, foi estimada uma população de 8723, um aumento de 304 (3.6%).

## Geografia
De acordo com o United States Census Bureau tem uma área de
20,0 km², dos quais 19,0 km² cobertos por terra e 1,0 km² cobertos por água. Tomah localiza-se a aproximadamente 301 m acima do nível do mar.

## Localidades na vizinhança
O diagrama seguinte representa as localidades num raio de 20 km ao redor de Tomah.